# ミス・ユニバース2021
ミス・ユニバース2021（Miss Universe 2021、ミス・ユニバース第70回世界大会）は2021年12月12日にイスラエル南部地区エイラートのユニバース・ドームで開催された。最後に優勝したインドのハルナーズ・サンドゥがメキシコのアンドレア・メサから後継者として栄冠を授けられた。インドの優勝は21年ぶり3回目であった。日本からは渡邉珠里が出場し、トップ16に入賞した。
この大会ではスティーヴ・ハーヴィーが司会者として、フォックス放送が公式放送局として2大会ぶりに復帰した。大会は172か国の数億人が視聴した。

## 最終結果

### 入賞者
| 最終結果             | 参加者 |
| -------------------- | --- |

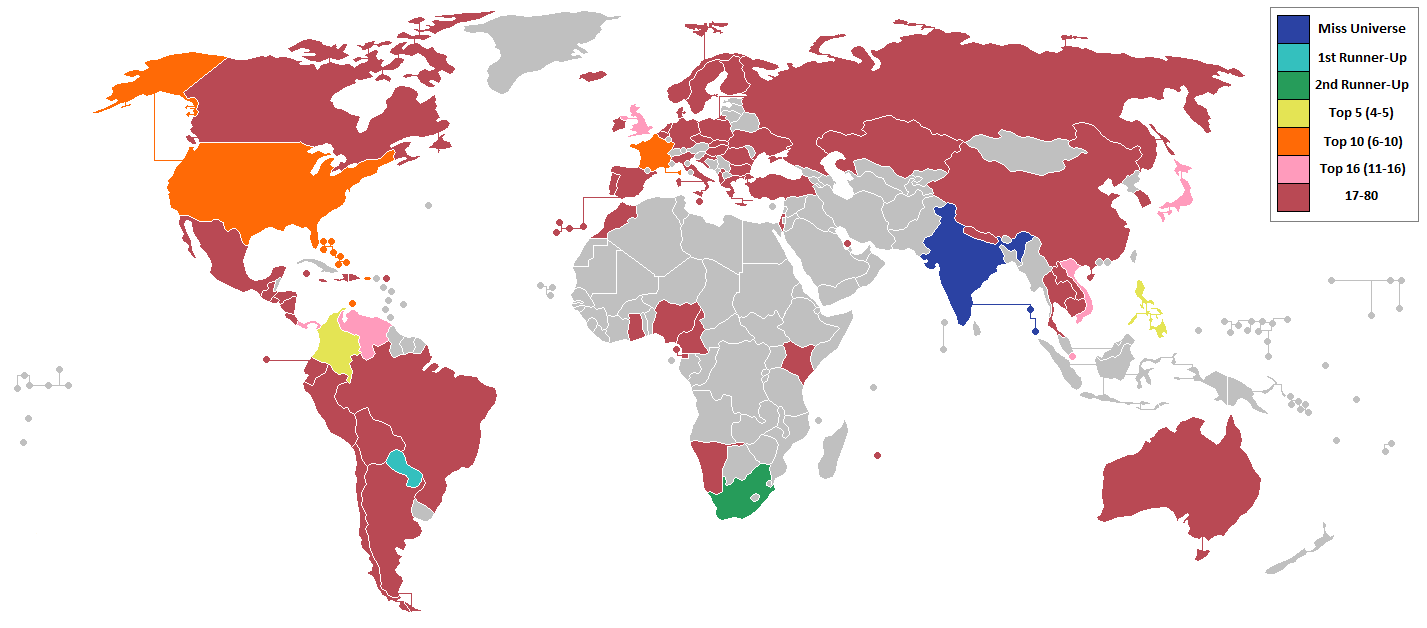
ミス・ユニバース2021に参加した国と地域

| ミス・ユニバース2021 | - インド – ハルナーズ・サンドゥ（Harnaaz Sandhu） |
| 第2位                | - パラグアイ – ナディア・フェレイラ（Nadia Ferreira） |
| 第3位                | - 南アフリカ – ラレラ・ラリ・ムスワネ（Lalela Mswane） |
| トップ5              | - コロンビア – ヴァレリア・アイオス（Valeria Ayos） - フィリピン – ベアトリス・ゴメス（Beatrice Gomez）                                                                                                 |
| トップ10             | - アルバ – テッサリー・ジンメルマン - フランス – クレメンス・ボティノ - プエルトリコ – ミシェル・コロン - バハマ - シャンテル・オブリアン - アメリカ – エル・スミス                                     |
| トップ16             | - イギリス – エマ・コリングリッジ - 日本 – 渡邉珠里 - パナマ – ブレンダ・スミス - シンガポール – ナンディタ・バンナ - ベネズエラ – ルイセト・マテラン - ベトナム – – グエン・フィン・キム・ドゥイェン § |

§ – 視聴者投票でトップ16入り

### 特別賞
- ベスト・ナショナル・コスチューム – マリステラ・オクパラ（ ナイジェリア）
- カーニバル・スピリット賞 – シャンテル・オブリアン（ バハマ）
- ソーシャル・インパクト賞 – アントニア・フィゲロア（ チリ）